# Libertà di circolazione delle merci
La libera circolazione delle merci è una delle quattro libertà fondamentali dell'Unione europea; è disciplinata dagli articoli dal 28 al 37 del trattato sul funzionamento dell'Unione europea (TFUE).
La libera circolazione delle merci mira a proteggere il mercato interno europeo; a tal fine, vieta agli Stati membri determinati comportamenti che sfavoriscono scambi di merci provenienti da altri Stati membri, cioè comportamenti con un effetto protezionistico. Questi includono dazi doganali, restrizioni all'importazione e all'esportazione e misure con equivalente effetto.
Come alcuni settori del diritto dell'Unione, la comprensione della libera circolazione delle merci è in gran parte modellata dalla giurisprudenza della Corte di giustizia europea (CGE). Le sentenze Dassonville, Keck e Cassis de Dijon sono le più importanti per quanto riguarda l'argomento.

## Ambito di applicazione
L'ambito di applicazione della libera circolazione delle merci è, secondo Art. 28 comma 2 TFUE, tutto quello che cade sotto il nome di merce. Però Il termine merci non è definito dal TFUE. Anche se per la giurisprudenza della Corte di giustizia europea, si tratta di un oggetto materiale che ha un prezzo di mercato e può essere oggetto di transazioni commerciali.
L'articolo 28, paragrafo 2, del TFUE riguarda due tipi di merci: quelle originarie degli Stati membri e quelle originarie di paesi terzi che sono in libera circolazione negli Stati membri. Le merci che non possono essere scambiate ai sensi del diritto internazionale e dell'Unione non vengono protette. Questo vale, ad esempio, per numerosi stupefacenti .

## Unione doganale
Ai sensi dell'articolo 28, paragrafo 1, del TFUE, l'Unione europea comprende un'unione doganale che si basa su due principi: il divieto di riscuotere dazi doganali e oneri assimilati e l'introduzione di una tariffa doganale comune per gli Stati terzi.

### Divieto di tariffe interne, Art. 30 TFUE
L'art.30 del TFEU vieta agli stati membri di riscuotere dazi doganali all'importazione e all'esportazione di merci. Questo divieto copre ogni tipo di onero finanziario che aumenta il prezzo di un bene solo per il fatto di aver attraversato un confine. Tra questi divieti è inclusa anche la riscossione di dazi aventi effetto analogo ai dazi doganali. Questo avviene quando il pagamento richiesto fa sì che le merci straniere siano più costose di quelle nazionali. L'imposizione di tale prelievo non può essere giustificata, motivo per cui la sua esistenza costituisce sempre una violazione dell'articolo 30 TFEU ed è quindi illegale. 

### Tariffa doganale comune, articolo 31 TFUE
Secondo l'Art. 31 TFUE, l'Unione determina una tariffa doganale comune che si applica a tutti i paesi che non appartengono all'Unione. Questa tariffa è stata istituita per la prima volta nel 1968.  Gli Stati membri quindi non sono autorizzati a stabilire autonomamente i dazi doganali, in quanto ciò viene fatto dal consiglio dell'Unione europea . 

## Divieto di restrizioni quantitative all'importazione e misure di effetto equivalente, Art. 34 TFUE
L'articolo 34 TFUE promuove il mercato interno vietando tutte le misure che ostacolano la libera circolazione delle merci tra gli Stati membri. Contrariamente al divieto tariffario, l'articolo 34 del TFUE riguarda gli ostacoli non tariffari del commercio.  L'articolo 34 TFUE vieta che le merci straniere siano discriminate rispetto alle merci nazionali. In termini di ordinamento giuridico, la libertà fondamentale è quindi un diritto di uguaglianza. L'articolo 34 TFUE promuove la parità di trattamento degli Stati membri nel commercio e incentiva l'eliminazione delle barriere commerciali tra loro. Questo è indicato in giurisprudenza come integrazione europea negativa.
Come norma di diritto internazionale, l'articolo 34 TFUE stabilisce obblighi esclusivamente tra gli Stati membri. 
Anche la Corte di giustizia europea vede nell'articolo 34 TFUE un dovere di protezione degli Stati membri a favore della libera circolazione delle merci. Da ciò deriva l'obbligo per gli Stati membri di garantire che i loro mercati consentano la libera circolazione delle merci.

### Destinatari
L'articolo 34 TFUE si rivolge direttamente e unicamente ai pubblici ufficiali. Questa norma, pur non avendo un effetto diretto sui privati, ha un effetto indiretto su di essi: in relazione al requisito di lealtà presente all'articolo 4 comma 3 TUE che obbliga gli Stati membri ad eliminare le restrizioni alla libera circolazione delle merci da parte dei privati.  Ad esempio, uno Stato membro può essere tenuto a intervenire contro gli agricoltori che prendono di mira fornitori e venditori di prodotti alimentari stranieri. Questo dovere trova i suoi limiti nel rispetto dei diritti fondamentali. Non vi è quindi alcun obbligo di intervento, ad esempio, se la violazione della libera circolazione delle merci è innescata dal fatto che le persone si riuniscono in modo lecito.

### Restrizioni
L'articolo 34 TFUE nomina diverse misure sovrane che possono rappresentare una restrizione inammissibile delle libertà fondamentali: restrizioni quantitative all'importazione e all'esportazione di beni e l'attuazione di misure con lo stesso effetto.

#### Restrizione quantitativa
Una restrizione quantitativa avviene quando l'importazione o l'esportazione di un prodotto è limitata sulla base di un criterio quantitativo. Ciò riguarda le quote e i divieti di importazione ed esportazione. Tali regolamenti non esistono più nell'Unione grazie al chiaro divieto. 

#### Misura di effetto equivalente
La seconda parte dell'articolo 34 TFUE è di maggiore importanza pratica rispetto al divieto di restrizioni quantitative. Cioè vieta le misure che hanno un effetto paragonabile alle restrizioni quantitative.
La Corte di giustizia europea ha definito il concetto di misura di effetto equivalente nella sentenza Dassonville del 1974 . Il caso in questione riguarda un importatore di whisky che richiede alle autorità doganali belghe l'obbligo di presentare certificati di origine per il whisky importato. La Corte di giustizia europea ha visto questo requisito come una misura che agisce come una restrizione quantitativa. In quanto questa misura può ostacolare direttamente o indirettamente, in atto o in potenza, la libera circolazione di merci tra gli Stati membri.
Poiché la libertà fondamentale mira a proteggere il mercato interno, si applica solo nei casi che hanno una connessione transfrontaliera. Ciò si applica quando il problema riguarda almeno due stati. La libera circolazione delle merci non si applica pertanto nei casi di discriminazione nei confronti dei cittadini . In questo caso uno stato emana norme più severe per i suoi cittadini che per gli stranieri. 

##### Provvedimento discriminatorio
Le misure che svantaggiano direttamente i beni stranieri rispetto ai beni nazionali possono essere considerate misure con effetto equivalente.  La Corte di giustizia europea lo ha ipotizzato, ad esempio, nel caso di un regolamento della regione belga della Vallonia, che consentiva solo lo scarico di rifiuti dalla Vallonia.
Inoltre, la discriminazione indiretta costituisce un'ingerenza nella libera circolazione delle merci. Si tratta di misure che non sono legate all'origine delle merci, ma che di fatto mettono in svantaggio le merci estere. Ciò si applicava, ad esempio, a una disposizione tedesca in base alla quale solo i prodotti che erano stati fabbricati in conformità con la legge bavarese sulla purezza potevano essere offerti come birra sul mercato. Sebbene questa disposizione non vietasse la vendita di birra straniera, questa veniva prodotta molto meno frequentemente della birra tedesca in conformità con la legge sulla purezza. Pertanto, il regolamento rappresentava una discriminazione indiretta. Lo stesso vale per un regolamento che consente solo la distribuzione di prodotti farmaceutici da parte di aziende con sede in Germania.

##### Misura non discriminatoria
Infine, secondo la formula di Dassonville, anche misure che non discriminano direttamente o indirettamente possono violare la libera circolazione delle merci. Poiché tali misure possono ostacolare la libera circolazione delle merci. Con il caso di Dassonville, la Corte di giustizia europea ha esteso i divieti contro ogni tipo di restrizioni e discriminazione che possa creare una restrizione alla libera circolazione delle merci. Ciò ha comportato un campo di applicazione straordinariamente più ampio dell'articolo 34 TFUE. 
In alcune sentenze successive alla decisione Dassonville, la Corte di giustizia europea ha riconosciuto che la formula Dassonville era troppo ampia e quindi copriva regolamenti che non mettevano in pericolo il mercato interno.  Ha quindi accorciato la formula nella sua decisione Keck del 1993 . Questa sentenza si basava su una situazione in cui due commercianti hanno violato un divieto nazionale vendendo beni al di sotto del loro prezzo di acquisto e sono stati pertanto addebitati. I commercianti hanno obiettato che questo divieto incideva indirettamente sulla libera circolazione delle merci, poiché i prezzi di vendita più bassi portavano a un fatturato più elevato e quindi a una maggiore circolazione transfrontaliera delle merci. Tuttavia, la Corte di giustizia europea non ha ravvisato nel provvedimento alcuna violazione dell'articolo 34 del TFUE, in quanto non riguardava la circolazione transfrontaliera delle merci, ma solo la vendita interna delle merci. Poiché questa misura si applicava a tutti i partecipanti al mercato e riguardava allo stesso modo merci nazionali ed estere, le considerava lecite.
Rientrano tuttavia nell'ambito delle libertà fondamentali, in casi eccezionali, le norme relative alla distribuzione, idonee a bloccare l'accesso al mercato per i prodotti di un altro Stato membro o ad ostacolarlo più che per i prodotti nazionali.

### Giustificazione di una restrizione
Ai sensi dell'articolo 34 del TFUE, le restrizioni alla libera circolazione delle merci sono generalmente vietate. In casi eccezionali, tale misura è ammissibile se si basa su una giustificazione e rispetta il principio di proporzionalità.

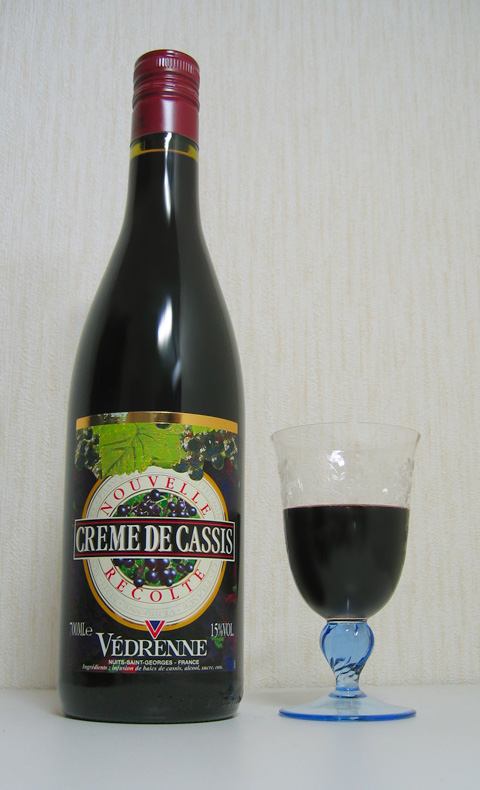
Crema di Cassis

#### Esistenza di una giustificazione
Alcune giustificazioni sono contenute nell'art Art. 36 TFUE. In base a ciò può essere considerata giustificazione per motivi di pubblica morale, ordine e sicurezza, per tutelare la salute e la vita delle persone, degli animali o delle piante, dei beni culturali nazionali di valore artistico, storico o archeologico o della proprietà industriale e commerciale.
Alla luce dell'ampia comprensione delle misure di effetto equivalente da parte della Corte di giustizia europea, l'elenco delle giustificazioni di cui all'articolo 36 del TFUE si è rivelato nella pratica troppo breve. Pertanto, nella sentenza Cassis-de-Dijon del 1979, la Corte ha riconosciuto che una misura con effetto equivalente può essere giustificata anche dall'esistenza di un motivo imperativo non scritto. La Corte di giustizia europea ha precisato il concetto di requisito obbligatorio in numerose sentenze. La Corte di giustizia europea ha ritenuto che la protezione dell'ambiente, dei consumatori e della cultura nazionale costituisse un motivo imperativo. Poiché la decisione Cassis è una reazione all'inclusione di misure non discriminatorie nell'ambito di applicazione dell'articolo 34 TFUE, la giustificazione mediante motivi imperativi non scritti può essere presa in considerazione solo per misure che non hanno un effetto discriminatorio. 

#### Proporzionalità
Per essere giustificata, una restrizione alla libera circolazione delle merci deve rispettare il principio di proporzionalità secondo la giurisprudenza della Corte di giustizia europea. Ciò presuppone che la misura sia idonea al raggiungimento di uno scopo legittimo. Ciò vale se la misura può almeno favorire lo scopo. Questo manca, ad esempio, se una misura non è coerente.
L'articolo 36 comma 2 TFUE vieta le misure che discriminano arbitrariamente o nascondono restrizioni commerciali. In giurisprudenza si discute fino a che punto questo requisito abbia un significato autonomo accanto al principio di proporzionalità.  Alcune voci presumono che i tipi di interferenza menzionati siano sottocasi di misure sproporzionate.  Altri possono presumere che una misura che discrimina arbitrariamente o offuschi le restrizioni commerciali sia illegittima anche se rispetta i requisiti generali di proporzionalità. 

## Divieto di restrizioni quantitative all'esportazione e misure di effetto equivalente, Art. 35 TFUE
Parallelamente all'articolo 34 TFUE, l'articolo 35 TFUE vieta i divieti quantitativi all'esportazione e le misure di effetto equivalente. Vi è una differenza rispetto all'articolo 34 TFUE per quanto riguarda l'interpretazione del termine misure di effetto equivalente . La Corte di giustizia europea ne determina il contenuto sulla base della formula di Dassonville, ma considera fattuali solo le misure specificamente limitate all'esportazione di merci. In caso contrario, quasi tutte le norme relative alla produzione o distribuzione di beni rientrerebbero nell'ambito dell'articolo 35 TFUE.
Se una misura rientra nell'ambito di applicazione dell'articolo 35 TFUE, può essere giustificata dall'articolo 36 TFUE o da requisiti imperativi.